# Droga wojewódzka 243
Die Droga wojewódzka 243 (DW 243) ist eine 27 Kilometer lange Droga wojewódzka (Woiwodschaftsstraße) in der polnischen Woiwodschaft Kujawien-Pommern, die Mrocza mit Koronowo verbindet. Die Strecke liegt im Powiat Nakielski und im Powiat Bydgoski.

## Streckenverlauf
Woiwodschaft Kujawien-Pommern, Powiat Nakielski
-  Mrocza (Mrotschen) (DW 241)
- Drzewianowo (Hohenwalde)

Woiwodschaft Kujawien-Pommern, Powiat Bydgoski
- Słupowo
- Krąpiewo (Rohrbeck)
- Salno (Sallen)
- Więzowno (Wensau)
- Młynkowo (Wensau)
- Bieskowo (Wensau)
-  Koronowo (Polnisch Krone/Crone an der Brahe) (DK 25, DK 56)